# Alliance française de Maurice
L'Alliance française de Maurice, fondée en 1884, est une organisation culturelle représentant l'Alliance française dans la république de Maurice, un État insulaire du sud-ouest de l'océan Indien. Elle a son siège à Port-Louis, la capitale, ainsi que des antennes à Curepipe, Goodlands, Mahébourg, Rivière-Noire, Souillac et Triolet, de même qu'à Pointe Canon sur l'île Rodrigues.